# Domingo Rey d’Harcourt
Domingo Rey d’Harcourt (* 1883 in Calamocha, Aragón, Spanien; † 7. Februar 1939 in Ponts de Molins, Girona, Katalonien, Spanien) war ein spanischer Armeeoffizier.
Er war Oberst der Artillerie und schloss sich der Revolte gegen die Zweite Spanische Republik an (Spanischer Bürgerkrieg). Während des Krieges war er Kommandant der franquistischen Garnison von Teruel. Während der Schlacht von Teruel verteidigte er die Stadt bis zur Kapitulation am 8. Januar 1938.
Daraufhin wurde er wegen Verrats gegen die Republik zuerst in Valencia und später in Barcelona inhaftiert. Bei der Katalonienoffensive der Nationalisten wurde er an die französische Grenze deportiert und dort mit 42 Mitgefangenen, darunter Anselmo Polanco, dem Bischof von Teruel, ermordet.